# Марк Порций Катон (консул 118 пр.н.е.)
Вижте пояснителната страница за други личности с името Марк Порций Катон.
Марк Порций Катон (на латински: Marcus Porcius Cato) e политик на Римската република към края на 2 век пр.н.е.

## Биография
Произлиза от клон Катон на фамилията Порции. Син е на юриста Марк Порций Катон Лициниан и Емилия Терция, дъщеря на Луций Емилий Павел Македоник и Папирия Мазониз, дъщеря на Гай Папирий Мазон (консул 231 пр.н.е.). По бащина линия е внук на Катон Стари и Лициния. По-стар брат е на Гай Порций Катон (консул 114 пр.н.е.).
През 118 пр.н.е. е избран за консул заедно с Квинт Марций Рекс. Същата година той умира в Африка.
Той има един син Марк Порций Катон (претор).